# Laurel und Hardy: Nur mit Lachgas

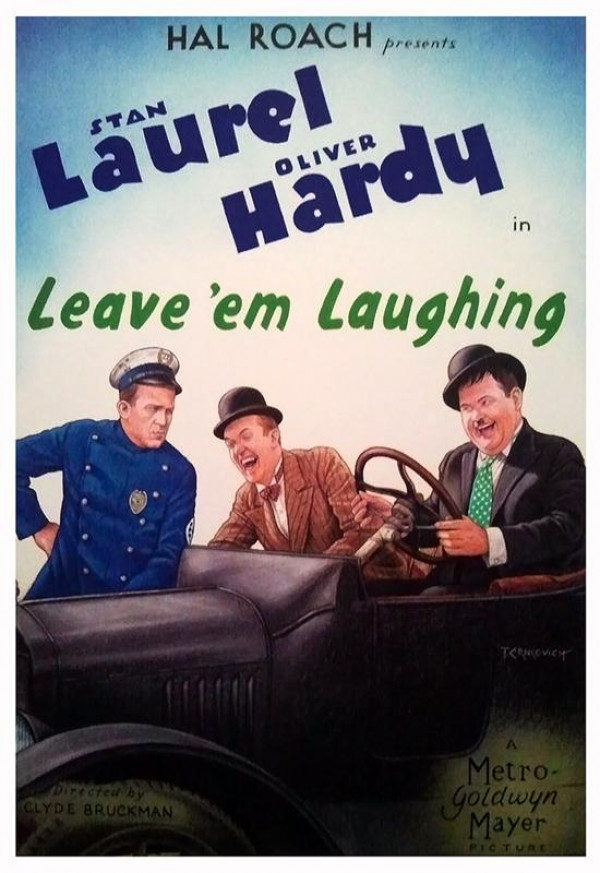
Poster des Films

Nur mit Lachgas (Leave ’Em Laughing) ist eine US-amerikanische Kurzfilmkomödie mit Stan Laurel und Oliver Hardy in den Hauptrollen. Der Film erlebte seine Premiere am 28. Januar 1928, in Deutschland wurde er ab 15. März 1928 in den Kinos gezeigt.

## Handlung
Stan hat Zahnschmerzen und hält mit seinem Gejammer seinen Kumpan Ollie die ganze Nacht lang wach. Ollies Versuche, Stan den schmerzenden Zahn zu ziehen, schlagen jedoch fehl. Daher besuchen Laurel und Hardy einen Zahnarzt. Dort bekommen sie eine Überdosis Lachgas verabreicht. Von Lachkrämpfen übermannt, verlassen sie die Zahnarztpraxis, bekommen Ärger mit einem Polizisten und verursachen ein Verkehrschaos. Schließlich versinken beide mitsamt dem Polizisten im Auto in einer gewässerten Baugrube.

## Sonstiges
- Der Plot des Zahnarztbesuchs wurde in dem Film Hinter Schloss und Riegel (1930) erneut aufgegriffen. Auch in dem Remake wird Oliver Hardy irrtümlich ein Zahn gezogen, weil er sich auf den Behandlungsstuhl setzt, um seinen Freund Stan von der Harmlosigkeit des Eingriffs zu überzeugen. Der Zahnarzt wird ebenfalls wie hier durch Otto Fries verkörpert. Außerdem finden sich Anlehnungen an Stan und Ollies Lachanfall in Blotto (1930), Scram! (1932) und Fra Diavolo (1933). Die Fahrt ins Wasser findet sich in A Perfect Day (1929) wieder. Der ganze Film wurde auch in der Groteske I Can Hardly Wait (1943) für ein Remake als Grundlage genommen.
- Wie viele andere Stummfilme von Laurel und Hardy bekam auch dieser im Laufe der Zeit einige deutsche Filmtitel zugeteilt. Bei seiner deutschen Premiere 1928 hieß er „Nur mit Lachgas“. Bei diversen Fernseh-Ausstrahlungen in den Sechzigern bekam er die Titel „Lachgase“ (1964), „Dick und Doofs verrückte Welt“ (1965), „Dick und Doof beim Zahnarzt“ (1968) sowie „Dick und Doof in: Zahnschmerzen“ (1969). Später wurde Leave ’Em Laughing auch als „Der hilfsbereite Wachtmeister“ (1975) gezeigt.
- Filmhistorisch bemerkenswert sind zwei Premieren dieses Films, zum einen erfolgte hier der erste Auftritt Edgar Kennedys in einem Laurel&Hardy-Film, zum anderen war hier erstmals das in späteren Filmen bedeutsame Ford Modell T zu sehen.
- Stan Laurels Bruder Gordon verstarb fünf Jahre später mit nur 33 Jahren – an einer Überdosis Lachgas.